# Maze (gruppo musicale)
Maze è una band di genere Soul/R & B conosciuta anche come Maze featuring Frankie Beverly. Questa band è stata istituita in California nei primi anni 70.

## Storia del gruppo
Il gruppo può essere considerato come progetto di Frankie Beverly, musicista cantautore, produttore discografico, arrangiatore, cantante, chitarrista e tastierista della band.
Dopo aver registrato alcuni brani di poco successo, la band firmò un contratto discografico con la Capitol Records (1976) e pubblicò nel 1977 il suo primo vero album intitolato Maze Featuring Frankie Beverly" e il successo fu immediato con i brani Happy Feelins, While I'm Alone e Lady of Magic che consentirono ai Maze di vincere il loro primo disco d'oro. Molto ben accolti furono anche gli album Golden Time of Day (1978), Inspiration (1979) e Joy and Pain (1980).
Nel 1980 registrarono anche il loro primo album live: Live in New Orleans (tre quarti del quale registrati fra il 14-15 novembre 1980 al Saenger Theatre) da cui vennero estratti i singoli Running Away, Before I Let Go e We Need Love To Live. A quel punto la band si era creata una reputazione anche nel Regno Unito.
Nel marzo 1985 pubblicarono l'album Can't Stop the Love che conteneva la prima hit R & B del gruppo ovvero Back In Stride.
Nel 1989 firmarono un contratto con la Warner Bros. e pubblicarono l'album Silky Soul (1989), cui poi seguì Back to Basics (1993). Entrambi i lavoro ottennero lo status di disco d'oro.
Nel mese di ottobre 2004, la canzone Twilight fu inserita nel videogioco Grand Theft Auto: San Andreas, nella stazione radio funk Bounce FM.
I Maze effettuarono vari tour tanto in Europa quanto negli Stati Uniti d'America.
Nel 2024 è morto Frankie Beverly.

## Discografia
Album Studio
- 1977 -	Maze Featuring Frankie Beverly
- 1978 -	Golden Time of Day
- 1979 -	Inspiration
- 1980 -	Joy and Pain
- 1983 -	We Are One
- 1985 -	Can't Stop the Love
- 1989 -	Silky Soul
- 1993 -	Back to Basics

Album Live
- 1981 -	Live in New Orleans
- 1986 -	Live in Los Angeles

Compilation
- 1989 -	The Greatest Hits of Maze...Lifelines, Vol. 1
- 1996 -	Anthology
- 1998 -	Greatest Slow Jams
- 2004 -	Greatest Hits.